# Nitidella
Nitidella is een geslacht van weekdieren uit de klasse van de Gastropoda (slakken).

## Soort
- Nitidella nitida (Lamarck, 1822)